# خدنگ خرچنگ‌خوار
خدنگ خرچنگ‌خوار (نام علمی: Urva urva) نام یک گونه از سرده  خدنگ است. زیستگاه این گونه از شمال شرقی شبه‌قاره هند و جنوب شرق آسیا گرفته تا جنوب چین و تایوان گسترده است.

## آرایه‌شناسی

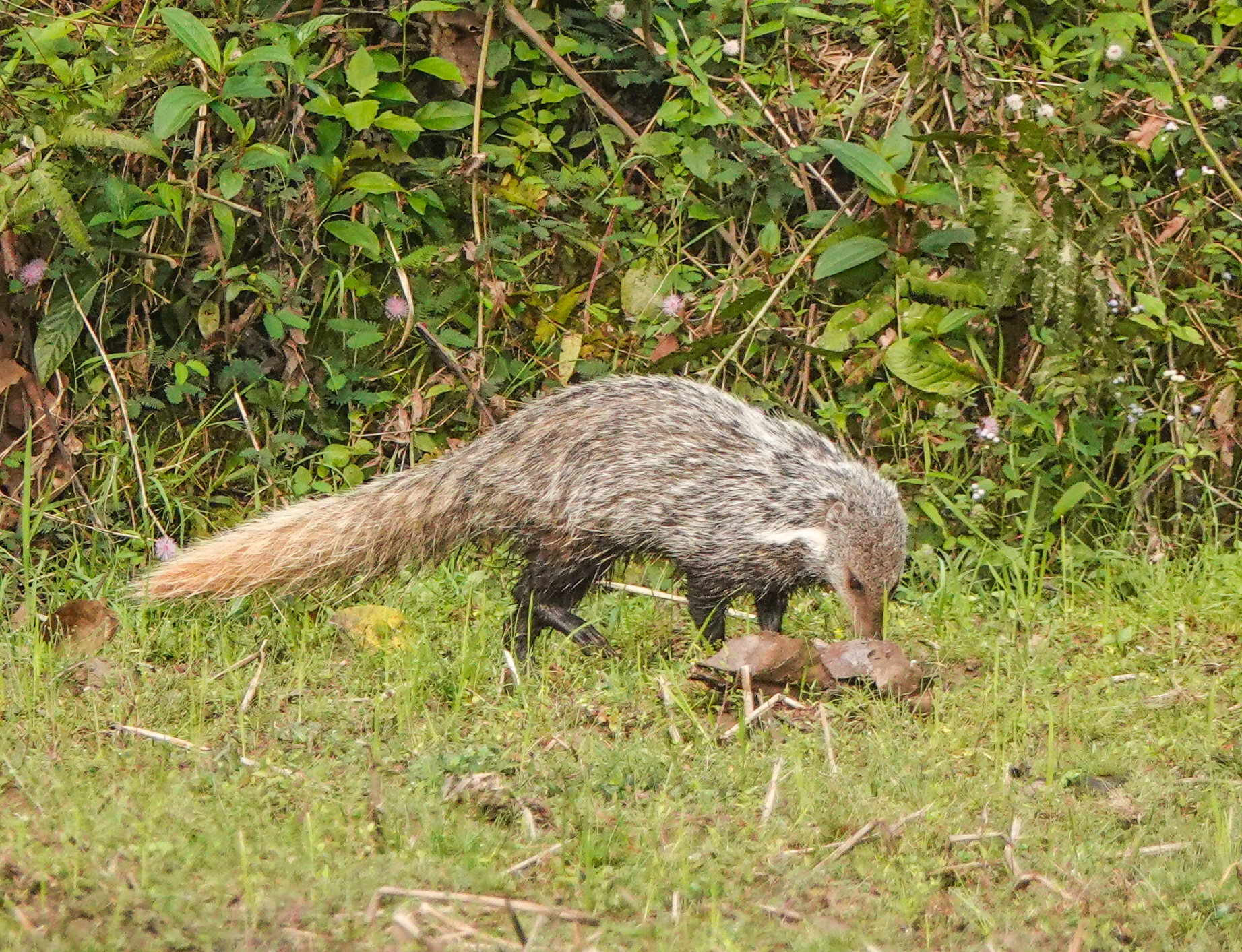
خدنگ خرچنگ خوار (Urva urva) در ناحیه کریمگانج، آسام، هند.

به صورت محلی "urva" نامیده می‌شود. Gulo urva نام علمی بود که توسط برایان هوتون هاجسون در سال ۱۸۳۶ پیشنهاد شد و اولین نمونه‌ای را که از مرکز نپال سرچشمه گرفته بود، توصیف کرد. بعداً در سرده Herpestes طبقه‌بندی شد، اما امروزه تصور می‌شود که همه خدنگ‌های آسیایی متعلق به سرده Urva هستند، که خدنگ خرچنگ‌خوار (Urva urva) گونه شاخص آن است.